# (2099) Öpik
(2099) Öpik es un asteroide perteneciente al grupo de los asteroides que cruzan la órbita de Marte descubierto por Eleanor Francis Helin desde el observatorio del Monte Palomar, Estados Unidos, el 8 de noviembre de 1977.

## Designación y nombre
Öpik fue designado al principio como 1977 VB.
Posteriormente se nombró en honor del astrónomo estonio Ernst Öpik (1893-1985).

## Características orbitales
Öpik está situado a una distancia media del Sol de 2,303 ua, pudiendo alejarse hasta 3,137 ua y acercarse hasta 1,469 ua. Tiene una excentricidad de 0,3621 y una inclinación orbital de 26,96°. Emplea en completar una órbita alrededor del Sol 1276 días.